# 板野西部消防組合
板野西部消防組合（いたのせいぶしょうぼうくみあい）は、徳島県板野郡板野町、上板町の2町で構成する一部事務組合（消防組合）。

## 沿革
- 1973年（昭和48年）10月1日 - 板野西部消防組合消防本部・消防署が発足する[1][3]。
- 1998年（平成10年）4月 - 徳島県市町村消防相互応援協定を締結する[3]。
- 2016年（平成28年）3月 - 消防救急デジタル無線の運用を開始する[3]。

## 組織
- 消防長（消防司令長）
  - 消防次長
    - 総務課
    - 広報課
    - 警防課
    - 予防課
    - 板野西部消防署

2019年（平成31年）4月1日現在

## 消防署
| 消防署         | 郵便番号   | 所在地                         |
| -------------- | ---------- | ------------------------------ |
| 板野西部消防署 | 〒779-0114 | 徳島県板野郡板野町羅漢字前田35 |